# Alba Sidera
Alba Sidera i Gallart (Girona, 1979) es una periodista. Corresponsal del diario El Punt Avui en Roma desde 2012, es especialista en el estudio de los movimientos de extrema derecha y de la actualidad política italiana. Ha colaborado en diversos medios de comunicación como la Directa, Ctxt y Mèdia.cat, entre otros. Es miembro del Grupo de Periodistas Ramon Barnils.
En 2019 recibió una mención de honor otorgada por la revista Pensament al marge por su artículo divulgativo «La trampa de la postideología ampara a los mediocres», y en febrero de 2020 publicó su primer libro, Fascismo persistente (Feixisme persistent, originalmente en catalán), un trabajo periodístico fruto de años investigación sobre el terreno en el que explica la pervivencia de la ideología fascista, la exaltación de la figura de Benito Mussolini y el ascenso del político populista de Matteo Salvini en la península italiana. En 2023 se publicó una versión traducida y actualizada en español, prologada por Miquel Ramos y publicada por ctxt.

## Obra publicada
- (en catalán) Feixisme persistent. Radiografia de la Itàlia de Matteo Salvini (Saldonar, 2020)
- (en catalán) Guia pràctica contra l'extrema dreta. Entendre i combatre els nous feixismes d'arreu del món.  Lleida: Pagès Editors, 2022. ISBN 978-84-1303-373-0.
- Fascismo persistente. La Italia de Meloni y el ascenso de la extrema derecha en Europa (Ctxt Ágora, 2023)